# Mootez Zaddem
Mootez Zaddem (5 gennaio 2001) è un calciatore tunisino, centrocampista del Modern e della nazionale tunisina.

## Carriera

### Club
Cresciuto nel settore giovanile dell'Étoile du Sahel, nel 2020 viene acquistato a titolo definitivo dal Valmiera; debutta fra i professionisti il 25 giugno in occasione dell'incontro di Virslīga perso 2-0 contro il Riga FC.
Il 10 settembre 2021 fa ritorno in prestito all'Étoile.

### Nazionale
Ha giocato nella nazionale tunisina Under-20.
Nel novembre del 2021 viene convocato dal CT della nazionale tunisina per prendere parte alla Coppa araba FIFA 2021. Fa il suo esordio assoluto il 1º dicembre seguente rimpiazzando Baghdad Bounedjah al 79' del match vinto 4-0 contro il Sudan; debutta il 3 dicembre in occasione del match della fase a gironi perso 2-0 contro la Siria.

## Statistiche
Statistiche aggiornate al 10 dicembre 2021.

### Presenze e reti nei club
| Stagione        | Squadra         | Campionato      | Campionato | Campionato | Coppe nazionali | Coppe nazionali | Coppe nazionali | Coppe continentali | Coppe continentali | Coppe continentali | Altre coppe | Altre coppe | Altre coppe | Totale | Totale | Totale |
| Stagione        | Squadra         | Comp            | Pres       | Reti       | Comp            | Pres            | Reti            | Comp               | Pres               | Reti               | Comp        | Pres        | Reti        | Pres   | Reti   |        |
| --------------- | --------------- | --------------- | ---------- | ---------- | --------------- | --------------- | --------------- | ------------------ | ------------------ | ------------------ | ----------- | ----------- | ----------- | ------ | ------ | ------ |
| 2020            | Valmiera        | VL              | 18         | 0          | CL              | 1               | 0               | UEL                | 1                  | 0                  |             | -           | -           | 20     | 0      |        |
| 2021            | Valmiera        | VL              | 6          | 0          | CL              | 0               | 0               | UECL               | 2                  | 0                  |             | -           | -           | 8      | 0      |        |
| 2021-2022       | Étoile du Sahel | L1              | 5          | 0          | CT              | 0               | 0               | CCL                | 0                  | 0                  |             | -           | -           | 5      | 0      |        |
| Totale carriera | Totale carriera | Totale carriera | 29         | 0          |                 | 1               | 0               |                    | 3                  | 0                  |             | -           | -           | 33     | 0      |        |

### Cronologia presenze e reti in nazionale
| Cronologia completa delle presenze e delle reti in nazionale ― Tunisia | Cronologia completa delle presenze e delle reti in nazionale ― Tunisia | Cronologia completa delle presenze e delle reti in nazionale ― Tunisia | Cronologia completa delle presenze e delle reti in nazionale ― Tunisia | Cronologia completa delle presenze e delle reti in nazionale ― Tunisia | Cronologia completa delle presenze e delle reti in nazionale ― Tunisia | Cronologia completa delle presenze e delle reti in nazionale ― Tunisia | Cronologia completa delle presenze e delle reti in nazionale ― Tunisia |
| Data                                                                   | Città                                                                  | In casa                                                                | Risultato                                                              | Ospiti                                                                 | Competizione                                                           | Reti                                                                   | Note                                                                   |
| ---------------------------------------------------------------------- | ---------------------------------------------------------------------- | ---------------------------------------------------------------------- | ---------------------------------------------------------------------- | ---------------------------------------------------------------------- | ---------------------------------------------------------------------- | ---------------------------------------------------------------------- | ---------------------------------------------------------------------- |
| 3-12-2021                                                              | Al Khawr                                                               | Siria                                                                  | 2 – 0                                                                  | Tunisia                                                                | Coppa araba FIFA 2021 - 1º turno                                       | -                                                                      | 86’                                                                    |
| 10-12-2021                                                             | Ar Rayyan                                                              | Tunisia                                                                | 2 – 1                                                                  | Oman                                                                   | Coppa araba FIFA 2021 - Quarti di finale                               | -                                                                      | 89’                                                                    |
| 26-3-2024                                                              | Il Cairo                                                               | Nuova Zelanda                                                          | 0 – 0 (2 – 4 dtr)                                                      | Tunisia                                                                | Amichevole                                                             | -                                                                      | 71’                                                                    |
| Totale                                                                 |                                                                        | Presenze                                                               | 3                                                                      |                                                                        | Reti                                                                   | 0                                                                      |                                                                        |